# Саксгорны
Саксго́рны — семейство медных духовых музыкальных инструментов, сконструированных Адольфом Саксом во второй половине 1830-х годов и запатентованных в 1845 году в Париже. Отличительным признаком саксгорнов является их тубообразная форма с прямыми участками трубки, а также наличие пистонных (помповых) клапанов.
В советском и российском инструментоведении саксгорнами обобщённо называются инструменты духового оркестра, аналогичные саксгорнам по названию, строю и выполняемой функции — бюгельгорны овальной формы с поворотными вентилями и более широкой мензурой — альт, тенор, баритон.

## История
Инструменты сконструированы в 1845 году бельгийским музыкальным мастером и изобретателем Адольфом Саксом. Форма саксгорнов прямоугольная, раструб направлен прямо вверх, вентили помпового типа. Такие инструменты распространились в военных оркестрах Франции, Бельгии, а также в Великобритании. Одновременно с этими инструментами в оркестрах Германии, Австрии, Чехословакии и некоторых других странах получили распространение инструменты другого типа — бюгельгорны овальной формы с поворотными вентилями — флюгельгорн, альтгорн, теноргорн, баритон и туба.
На примере Германии в России ещё до Революции получили распространение три вида овальных бюгельгорнов — альт, тенор и баритон. Во времена СССР было налажено их массовое производство на ленинградском (см. Ю. Циммерман), тульском и московском заводе духовых инструментов. В русской музыкальной литературе эти три вида однотипных инструментов (а также геликон и узкомензурный корнет) причисляют именно к саксгорнам, хотя по факту они не имеют отношения к изобретению А. Сакса.
Заметный вклад в усовершенствование овальных бюгельгорнов внёс чешский мастер В. Ф. Червеный (1819—1896).
- Бюгельгорны
- Альт
- Тенор
- Баритон с квартвентилем

## Виды
Первоначальный состав саксгорнов и их современные аналоги:
- Сопрано Es (ми-бемоль) — соответствует корнету Es / Ми-бемоль первой октавы (в России такой корнет использовался в духовых оркестрах до 1930-х годов[8]).
- Альт B (си-бемоль) — соответствует корнету B / Си-бемоль малой октавы (часто заменяется трубой).
- Тенор Es — соответствует альту Es / Ми-бемоль малой октавы.
- Баритон B — соответствует тенору B / Си-бемоль большой октавы.
- Бас B — соответствует баритону B / Си-бемоль большой октавы.
- Контрабас Es — соответствует малому, первому басу Es / Ми-бемоль большой октавы — тубе Es, сузафону Es или геликону Es (в России геликоны вышли из употребления).
- Контрабас B — соответствует большому, второму басу B / Си-бемоль контроктавы — тубе B, сузафону B или геликону B.

Как уже было отмечено выше в разделе истории, саксгорнами называют не только инструменты А. Сакса, но и аналогичные им по выполняемой функции инструменты семейства бюгельгорнов овальной формы — альт, тенор и баритон. По сравнению с ними прямоугольные саксгорны звучат более резко за счет меньшей мензуры и наличия прямых участков трубок.
В Советском Союзе овальные саксгорны описывались следующим образом:
- Альт — инструмент с наименее выразительным звучанием среди саксгорнов. По конфигурации изгибов трубок советский альт соответствует советскому баритону, только меньше его в размерах.
- Тенор — инструмент с более узкой мензурой чем у альта (относительно длины трубки, а не в абсолютном значении), поэтому на нём легче извлекаются высокие ноты. Это мелодический инструмент, звучащий полно и мягко, особенно в среднем и верхнем регистре.
- Баритон — имеет одинаковый с тенором натуральный звукоряд, отличаясь от него более широкой мензурой, поэтому на баритоне хорошо извлекаются ноты среднего и нижнего регистра. Считается наиболее совершенным широкомензурным инструментом[10].

### Баритон
Баритонгорн в строе B (си-бемоль) звучит на октаву ниже трубы. Обладает богатым, особо красивым звучанием, сравнимым в этом качестве только с саксгорном-сопрано (флюгельгорном).
Баритон имеет одинаковый с тенором натуральный звукоряд, отличаясь от него большей мензурой (шириной трубки). Диапазон звучания от ми большой октавы до си-бемоль первой. При наличии на баритоне кварт-вентиля диапазон увеличивается ещё на четыре полутона вниз — до ноты до большой октавы.
Существует два вида баритонов — прямоугольный баритон английской системы с помповыми вентилями (эуфониум) и овальный баритон немецкой системы с поворотными вентилями (семейства бюгельгорнов). В английской системе классификации саксгорнов баритоном называется тенор, в то время как действительно баритон именуется эуфониумом.

## Нотация
Все саксгорны, кроме басов, являются транспонируемыми инструментами, то есть нотируются не так как звучат на самом деле. Нотация производится на основе до-мажорной тональности, в скрипичном ключе. Таким образом, корнет Es нотируется ниже на малую терцию, корнет B — выше на большую секунду, альт — на большую сексту, тенор и баритон — выше на большую нону (большую секунду через октаву).
Нотация натурального звукоряда всех саксгорнов кроме басов:
Реальное звучание корнета Es:
Реальное звучание корнета B:
Реальное звучание альта Es:
Реальное звучание тенора и баритона B:
Нотация и реальное звучание малого баса Es:
Нотация и реальное звучание большого баса B: